# Zygophylax millardae
Zygophylax millardae is een hydroïdpoliep uit de familie Lafoeidae. De poliep komt uit het geslacht Zygophylax. Zygophylax millardae werd in 1987 voor het eerst wetenschappelijk beschreven door Rees & Vervoort. 